# Leo Njengo
Charita Leopold Njengo Mandeng (Antwerpen, 16 augustus 1994) is een Belgisch voetballer die sinds 2023 uitkomt voor Cappellen FC.

## Carrière
Njengo is een jeugdproduct van KRC Genk. Onder trainer Franky Vercauteren trainde hij geregeld mee met de A-kern. Toen hij onder Vercauterens opvolger Mario Been minder in beeld kwam – mede doordat Leandro Trossard een leeftijds- en positiegenoot was–, maakte hij in een testwedstrijd met MVV Maastricht indruk in een oefenwedstrijd tegen FC Porto, waarop hij in Portugal ging voetballen.
Jan Jambon, voor wie Leopolds broer Joël als chauffeur werkt, bracht zijn naam later aan bij N-VA-parlementslid Herman Wynants, die toen manager van KVC Westerlo was. Zo haalde KVC Westerlo Njengo in 2015 terug naar België. Uiteindelijk speelde hij er nooit een officiële wedstrijd in het eerste elftal. Na een goed halfjaar bij Dessel Sport in Eerste klasse amateurs versierde hij in januari 2017 een transfer naar Oud-Heverlee Leuven, waar hij een contract van tweeënhalf jaar ondertekende.
In zijn eerste halve seizoen bij OH Leuven kreeg Njengo slechts twee korte invalbeurten in Eerste klasse B, waarop de club hem in het seizoen 2017/18 vlak voor het sluiten van de zomertransfermarkt uitleende aan zijn ex-club Dessel. Toen hij in de eerste helft van het seizoen 2018/19 niet aan spelen toekwam bij OH Leuven, leende de club hem in januari 2019 voor de rest van het seizoen uit aan KSK Heist.
In de zomer van 2019 vertrok Njengo definitief bij OH Leuven. Zijn volgende club werd URSL Visé. Na een seizoen trok hij naar Cappellen FC. Toen het amateurvoetbal in België stillag vanwege de coronapandemie, tekende Njengo in februari 2021 bij de Wit-Russische eersteklasser FK Slavia-Mozyr. Daar speelde hij drie wedstrijden in de FK Slavia-Mozyr.
Na zijn avontuur in Wit-Rusland bleef Njengo een tijdje zonder club. In die periode trainde hij een tijdje mee met Free Pro Players FC, een initiatief om clubloze profvoetballers elke werkdag te laten trainen in een professioneel kader. Uiteindelijk ondertekende hij begin januari 2022 een contract bij KSC Lokeren-Temse, een club uit de Tweede afdeling. Hij kreeg er het rugnummer 7, dat voordien aan clubicoon Killian Overmeire toebehoorde. Njengo bleef slechts een half seizoen actief bij Lokeren-Temse, dat in het seizoen 2021/22 de eindronde haalde maar daarin meteen werd uitgeschakeld door SV Belisia Bilzen.
In mei 2023 maakte Cappellen FC bekend dat Njengo terugkeerde naar het oude nest.